# Panhard & Levassor Type A

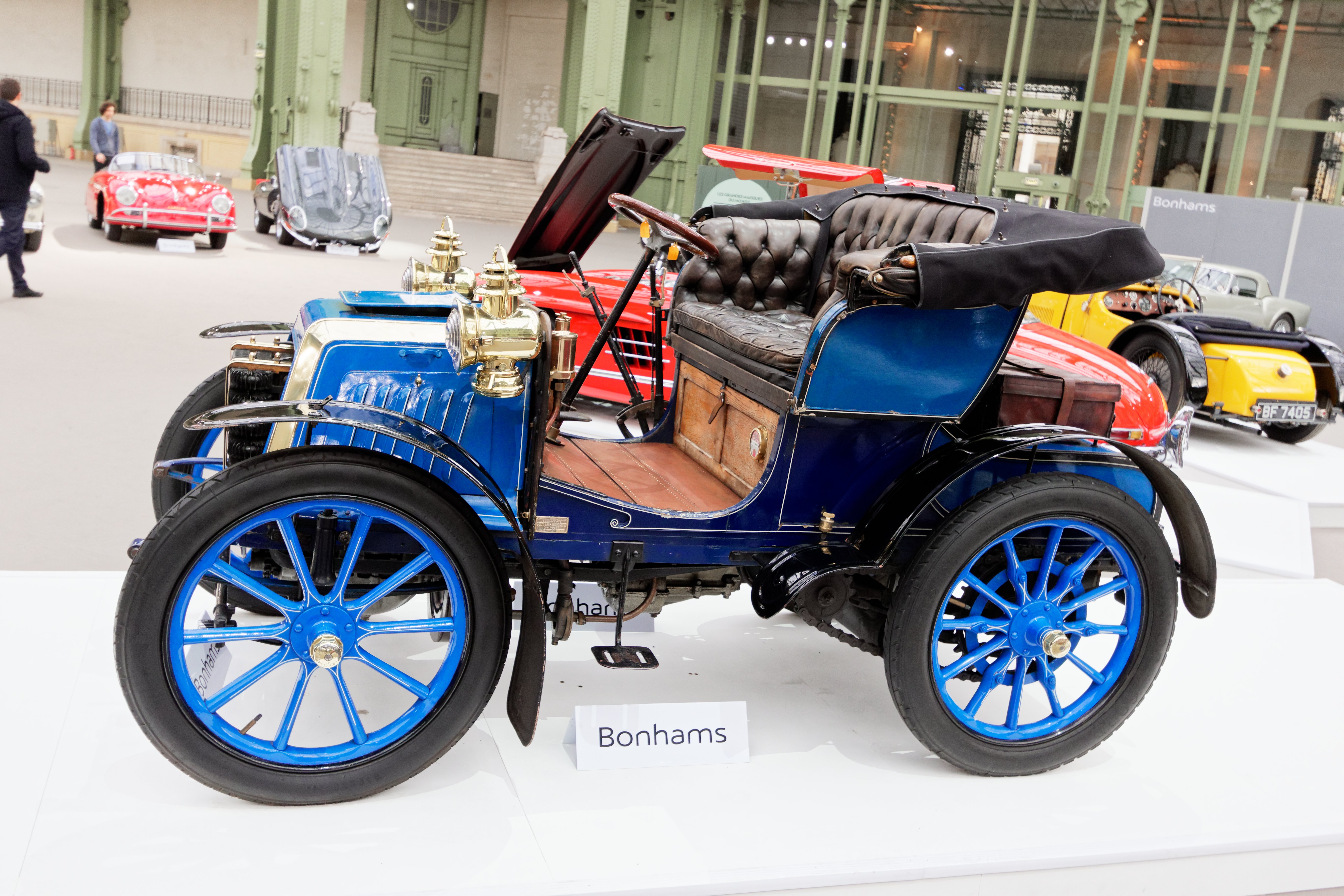
Als Phaeton

Der Panhard & Levassor Type A ist ein Pkw-Modell der 1900er Jahre. Hersteller war Panhard & Levassor in Frankreich.

## Beschreibung
Die Fahrzeuge haben einen von Arthur Constantin Krebs entwickelten Ottomotor. In den Motorcodes „O2E“ und „O2R“ steht das „O“ für diesen „Centaure“ genannten Motor und die „2“ für die Anzahl der Zylinder.
Es ist ein Zweizylinder-Reihenmotor mit paarweise gegossenen Zylindern. In der kleineren, „O2E“ genannten Version hat er 80 mm Bohrung, 120 mm Hub und 1206 cm³ Hubraum. Der „O2R“ hat dagegen 90 mm Bohrung, 130 mm Hub und 1654 cm³ Hubraum. Der erstgenannte heißt auch 5 CV, der andere 7 CV légère (leicht). Der Vorgänger A1/A2 hat Motoren anderer Bauart, aber mit denselben Zylinderabmessungen. Das Getriebe hat drei Gänge.
Bekannt sind die Aufbauten Tonneau und Phaeton.
Die kleine Variante gab es nur von April bis November 1902. Sie fand 14 Käufer. Die stärkere Ausführung stand von April 1902 bis November 1903 im Sortiment. Im ersten Kalenderjahr wurden 280 Fahrzeuge verkauft und im zweiten 135. In der Summe sind das 429 Stück für beide Versionen. Davon wurden 54 Fahrzeuge exportiert.
Der Type D entsprach bis auf sein Vierganggetriebe weitgehend der stärkeren Ausführung des Type A.
Mehrere Fahrzeuge dieses Typs blieben erhalten. So wurden die Fahrzeuge mit den britischen Kennzeichen 900 NOY = BS 8571 mit Fahrgestell- oder Motornummer 5887, A 6639 mit den Nummern 5815, AR 247 mit Nummer 5183, L 39 mit Nummer 5142 und EA 941 mit Nummer 5139 auf Auktionen angeboten.